# Sirkovo
Sirkovo (makedonsky: Сирково) je vesnice v Severní Makedonii. Nachází se v opštině Rosoman ve Vardarském regionu.

## Geografie
Sirkovo se nachází na extrémním jižním úpatí hory Klepa v oblasti Tikveš. Nachází se v západní části opštiny a sousedí s opštinou Gradsko. Obec je rovinatá a leží v nadmořské výšce 300 metrů.
Katastr vesnice činí 23 km2, z toho orná půda zaujímá 1249 ha a pastviny 837 ha.

## Demografie
Podle sčítání lidu z roku 2021 žije ve vesnici 476 obyvatel. Etnické skupiny jsou:
- Makedonci – 396
- Srbové – 59
- ostatní – 21

| Rok          | 1900 | 1948 | 1953 | 1961 | 1971 | 1981 | 1991 | 1994 | 2002 | 2021 |
| ------------ | ---- | ---- | ---- | ---- | ---- | ---- | ---- | ---- | ---- | ---- |
| Obyvatelstvo | 71   | 719  | 736  | 893  | 894  | 775  | 701  | 657  | 603  | 476  |